# Drsnej Shaft
Drsnej Shaft (v anglickém originále Shaft) je americký akční film z roku 2000. Režisérem filmu je John Singleton. Hlavní role ve filmu ztvárnili Samuel L. Jackson, Vanessa L. Williams, Jeffrey Wright, Christian Bale a Richard Roundtree.

## Obsazení
| Samuel L. Jackson   | John Shaft        |
| Vanessa L. Williams | Carmen Vasquez    |
| Jeffrey Wright      | Peoples Hernandez |
| Christian Bale      | Walter Wade, Jr.  |
| Richard Roundtree   | strýc John        |
| Pat Hingle          | Dennis Bradford   |
| Busta Rhymes        | Rasaan            |
| Toni Collette       | Diane Palmieri    |
| Dan Hedaya          | Jack Roselli      |